# Туба, Ахмед
Ахме́д Туба́ (фр. Ahmed Touba; араб. أحمد توبة‎; род. 13 марта 1998, Рубе) — бельгийский и алжирский футболист, защитник турецкого клуба «Истанбул Башакшехир» и сборной Алжира. Выступает на правах аренды за клуб «Мехелен».

## Карьера
Туба является воспитанником академии «Брюгге». С сезона 2016/17 привлекается к тренировкам с основной командой. 1 мая 2017 года дебютировал в Лиге Жюпиле в поединке против «Зюлте-Варегема», выйдя на замену на 80-й минуте вместо Хосе Искьердо. Всего в дебютном сезоне провёл пять встреч.
30 августа 2020 года перешёл в нидерландский «Валвейк», подписав с клубом трёхлетний контракт.
30 июня 2022 года подписал трёхлетний контракт с турецким клубом «Истанбул Башакшехир».
Также Туба являлся игроком юношеских сборных Бельгии различных возрастов. Принимал участие в отборочных играх к юношескому чемпионату Европы до 19 лет, однако вместе с командой в финальную стадию не вышел.